# 北海道道326号桑園停車場線
北海道道326号桑園停車場線（ほっかいどうどう326ごう そうえんていしゃじょうせん）は、北海道札幌市中央区内を結ぶ一般道道（北海道道）である。全線が札幌市管理路線。

## 概要

### 路線データ
- 起点：北海道札幌市中央区北10条西15丁目（JR北海道 函館本線・札沼線（学園都市線） 桑園駅）
- 終点：北海道札幌市中央区北1条西14丁目（北海道道124号宮の沢北一条線交点）
- 路線延長：1.2km（総延長）

## 歴史
- 1958年（昭和33年）10月31日 - 312号として路線認定[1]。
- 1994年（平成6年）10月1日 - 路線番号を326号に変更[2]。

## 地理

### 通過する自治体
- 石狩振興局
  - 札幌市（中央区）

### 交差する道路
札幌市中央区
- 北海道道124号宮の沢北一条線 - 北1条西14丁目（終点）

### 沿線にある施設など
札幌市中央区
- 北洋銀行桑園支店 - 北10条西15丁目1-6
- 札幌方面中央警察署北一条西交番 - 北1条西15丁目